# テトラクロロカテコール
テトラクロロカテコール（英語: tetrachlorocatechol）は、化学式が C
6Cl
4(OH)
2 で表される有機塩素化合物である。白色の固体。論争となっている農薬のペンタクロロフェノールの分解により生じる。TRISPHAT試薬の前駆体である。その共役塩基は遷移金属の配位子としても機能する。